# Seirocastnia volupia
Seirocastnia volupia är en fjärilsart som beskrevs av Druce 1897. Seirocastnia volupia ingår i släktet Seirocastnia och familjen nattflyn. Inga underarter finns listade.